# LADA 110
LADA 110 (неофициальное название — «десятое семейство» или «десятка») — семейство легковых автомобилей, разработанных и выпускавшихся с 1995 по 2009 год российской компанией «АвтоВАЗ», а также другими различными предприятиями. Модели LADA 110 стали третьим семейством легковых автомобилей производства «АвтоВАЗа» (после «Жигулей» и «Спутника»). Головной моделью семейства является выпускавшийся с 1995 года седан ВАЗ-2110, вслед за которым в 1998 году последовали универсал ВАЗ-2111 и пятидверный хетчбэк ВАЗ-2112. На базе последнего с 2002 года мелкосерийно выпускался трёхдверный хетчбэк ВАЗ-21123. В модельном ряду в течение 2007—2010 годов автомобили «десятого семейства» были постепенно заменены на семейство автомобилей LADA Priora, представляющих собой глубокое обновление автомобилей LADA 110. 

## История создания
Работы по созданию III поколения начались в 1985 году, что совпало со сменой индекса осваиваемого кузова типа седан из семейства моделей «Спутник», который в результате получил обозначение ВАЗ-21099. Освободившийся индекс ВАЗ-2110 был присвоен основополагающей модели III поколения.
В отличие от предыдущего поколения, разработка данного началась с привычного типа кузова седан; в свою очередь, интересным фактом является то, что тип «3-дверный хетчбэк» (который ошибочно обозначают «купе») под индексом ВАЗ-21123 в данном семействе кузовов был выпущен ограниченным тиражом ОПП и является редким — в отличие от его предшественника, модели ВАЗ-2108. Первый опытный экземпляр ВАЗ-2110 серии «0» появился в июле 1985 г. Макет следующего варианта носил обозначение «100» и отличался от первого незначительно. Макет серии «200» являлся более проработанным вариантом серии «100», с улучшенной аэродинамикой. В 1987 году был сформирован макет серии «300», образ которого стал окончательным. По договору сотрудничества с маркой «Порше», её работниками в кузов были внесены мелкие правки, касавшиеся его форм: для большего снижения «коэффициента лобового сопротивления», что было однобоким подходом, поскольку при этом оставались нерешёнными вопросы по шумности и загрязняемости боковин кузова — как вспоминал один из создателей дизайна кузовов данного семейства, Владимир Ярцев. Летом 1988 года опытный образец ВАЗ-2110 был впервые показан широкой публике на ВДНХ в рамках выставки «Автодизайн-88». Семейство моделей использует платформу — шасси и двигатель «Гамма», которые были изменены под конструкцию кузовов данного поколения. В ноябрьском номере журнала «За рулём» за 1990 год были опубликованы «шпионские» фото предсерийной модели, снятые на полигоне фирмы Porsche. Серийный выпуск ВАЗ-2110 планировалось начать в 1992 году, однако из-за наступившего экономического кризиса эти планы сдвинулись на несколько лет. При серийном производстве отказались от одного из основных дизайнерских решений, заложенного изначально и являющегося неотъемлемой частью цельного образа моделей данного семейства: покрытия чёрным цветом рамок дверных окон, рамок боковых задних окошек/окон, нижних частей боковин кузова, дверей и бамперов. Также не стали применяться наружные зеркала заднего вида, крепящиеся к дверям под окнами (а не к углам оконных проёмов). Для данных автомобилей ВАЗ были созданы штампованные колёса с круглыми вентиляционными отверстиями (взамен прежних, с продолговатыми), а также изначально было предусмотрено их накрытие пластмассовыми декоративными колпаками, также являющимися частью дизайна этих автомобилей. Кузова данного семейства являются последними, носившими значок ладьи, на котором первоначально она не была заключена в овал.
В едином стиле с данным семейством автомобилей был выполнен кузов IV поколения автомобилей повышенной проходимости ГАЗ/УАЗ — моделей УАЗ-3160/3162 (3163).
В конструкцию данного поколения автомобилей инженерами изначально было заложено его оснащение 16-клапанной разновидностью двигателя поколения ВАЗ-2108 (впервые появившегося в моделях «Спутник») вкупе с принудительным распределённым впрыском топлива (управляемым компьютером), создание которой велось с конца 1980-х годов. Первая модель этого мотора получила индекс ВАЗ-2112 и была представлена широкой публике в конце 1992 года, оснащавшая выставочный предсерийный экземпляр модели кузова седан — ВАЗ-2110. Она имела рабочий объём 1.5 литра, импортный ЭБУ марки «Дженерал моторс», и выдавала мощность 94 л. с. Производство этих двигателей началось в разрыве с началом производства автомобилей — в 1997 году, по причине чего первые, ранние экземпляры машин вынужденно оснащались устаревшей 8-клапанной моделью с карбюраторным типом СПТ (получившей индекс «2110»), не соответствовавшей данному поколению автомобилей. Из мелких новшеств также можно отметить возможность регулирования наклона рулевой колонки, и газовые упоры капота — вместо обычных (с глобальным рестайлингом 2007 года применение газовых упоров прекратилось).
По сложившимся обстоятельствам ВАЗ стал единственным заводом, выпустившим современное поколение легковых автомобилей для 1990—2000 гг. — ВАЗ-2110. Его кузова-современники других заводов по производству легковой автомобильной техники: ГАЗ-3103, АЗЛК-2143, ЗАЗ-1106 не попали в конвейерное производство, на чём дальнейшее развитие (эволюция) их легкового автотранспорта (собственной разработки) прервалось.

### Рестайлинг и модернизация
С 2007 года выпускалось видоизменённое внешне и усовершенствованное по технической части семейство данных кузовов, модели которых получили другие индексы: ВАЗ-2170 (седан), 2171 (универсал) и 2172 (хетчбэк). Из заметных внешних отличий: иные задняя и передняя части кузовов и дизайн деталей интерьера. Семейство получило имя собственное «Priora».

## Автомобили семейства
Автомобили семейства Lada 110

### ВАЗ-2110 (LADA 110)
Четырёхдверный переднеприводной седан. Выпускался на АвтоВАЗе с 1995 по 2007 год.
Первые ВАЗ-2110 были выпущены 27 июня 1995 года в опытно-промышленном производстве АвтоВАЗа, серийное производство развёрнуто с августа 1996 года, продажи начались в ноябре того же года. К тому времени технологии в мировом автомобилестроении вышли на новый уровень, и прорывную для конца 80-х модель уже нельзя было назвать абсолютной новинкой. Однако несмотря на это, а также на некоторые претензии к качеству производства в 90-е годы, для отечественного автопрома она всё равно стала шагом вперёд. В отличие от «жигулей» и «самар», ВАЗ-2110 позиционировался как автомобиль более высокого класса, вполне современный и конкурентоспособный как внешне, так и внутренне. В частности, на машине были установлены электронная система управления двигателем (хотя первые ВАЗ-2110 были карбюраторными) и диагностический блок (бортовой компьютер), была предусмотрена возможность установки гидроусилителя руля и электрических стеклоподъёмников, в деталях кузова использовался оцинкованный металл, была применена новая технология окраски кузовов и т. п. Появление «десятки» ознаменовало собой новый этап в развитии отечественного автопрома.
В марте 2007 года на главном конвейере АвтоВАЗа было запущено серийное производство машин нового семейства LADA Priora, представляющих собой глубокий рестайлинг «десятки» и призванных сменить последнюю в модельном ряду компании. 7 месяцев «Приоры» и «десятки» выпускались параллельно. Последний комплект ВАЗ-2110 был собран на тольяттинском конвейере 15 октября 2007 года. ВАЗ-2111 (универсал) и ВАЗ-2112 (хетчбэк) выпускались ещё два года и год соответственно.
До 2014 года ВАЗ-2110 собирались по лицензии из машинокомплектов АвтоВАЗа на автозаводе корпорации Богдан в украинском городе Черкассы под маркой «Богдан». Также компанией «Богдан» был разработан пикап на базе ВАЗ-2110.

#### Модификации
- ВАЗ-21100 — 8-клапанный бензиновый карбюраторный двигатель 2110 рабочим объёмом 1,5 л, выпускался с 1996 по 2000 год. Такие автомобили не имели бортового компьютера и отличались аналоговым щитком приборов с механическим одометром.
- ВАЗ-21101 — 8-клапанный бензиновый инжекторный двигатель 21114 рабочим объёмом 1,6 л., выпускался с 2004 года.
- ВАЗ-21102 — 8-клапанный бензиновый инжекторный двигатель 2111 рабочим объёмом 1,5 л.
- ВАЗ-21103 — 16-клапанный бензиновый инжекторный двигатель 2112 рабочим объёмом 1,5 л., выпускался с 1999 года.
- ВАЗ-21103М — 16-клапанный бензиновый инжекторный двигатель 2112 рабочим объёмом 1,5 л., выпускался с 2001 года.
- ВАЗ-21104 — 16-клапанный бензиновый инжекторный двигатель 21124 рабочим объёмом 1,6 л., выпускался с 2004 года.
- ВАЗ-21104М — 16-клапанный бензиновый инжекторный двигатель 21124 рабочим объёмом 1,6 л., выпускался с 2004 года.
- ВАЗ-21106 GTI 2.0 16V — 16-клапанный бензиновый двигатель Opel C20XE рабочим объёмом 2,0 л.
- ВАЗ-21106 Coupe — ВАЗ-21106 с кузовом купе.
- ВАЗ-21107 — Спортивная модификация автомобиля ВАЗ-21106.
- ВАЗ-21108 «Премьер» — удлинённый на 120 мм автомобиль ВАЗ-21103.
- ВАЗ-21109 «Консул» — лимузин с увеличенной на 650 мм колёсной базой.
- ВАЗ-211091 РПД — спортивная модификация автомобиля ВАЗ-2110 с роторно-поршневым двигателем.

В 2002 году специалистами МАИ были разработаны образцы ВАЗ-2110 в комплектации с бесступенчатым вариатором VT1 фирмы ZF.
В 2005—2007 годах серийно производились только модели 21101 и 21104. Машины последних лет выпуска отличаются новой конфигурацией задних фонарей, а также модернизированной панелью приборов, получившей волнообразную форму взамен ступенчатой.

### ВАЗ-2111 (LADA 111)

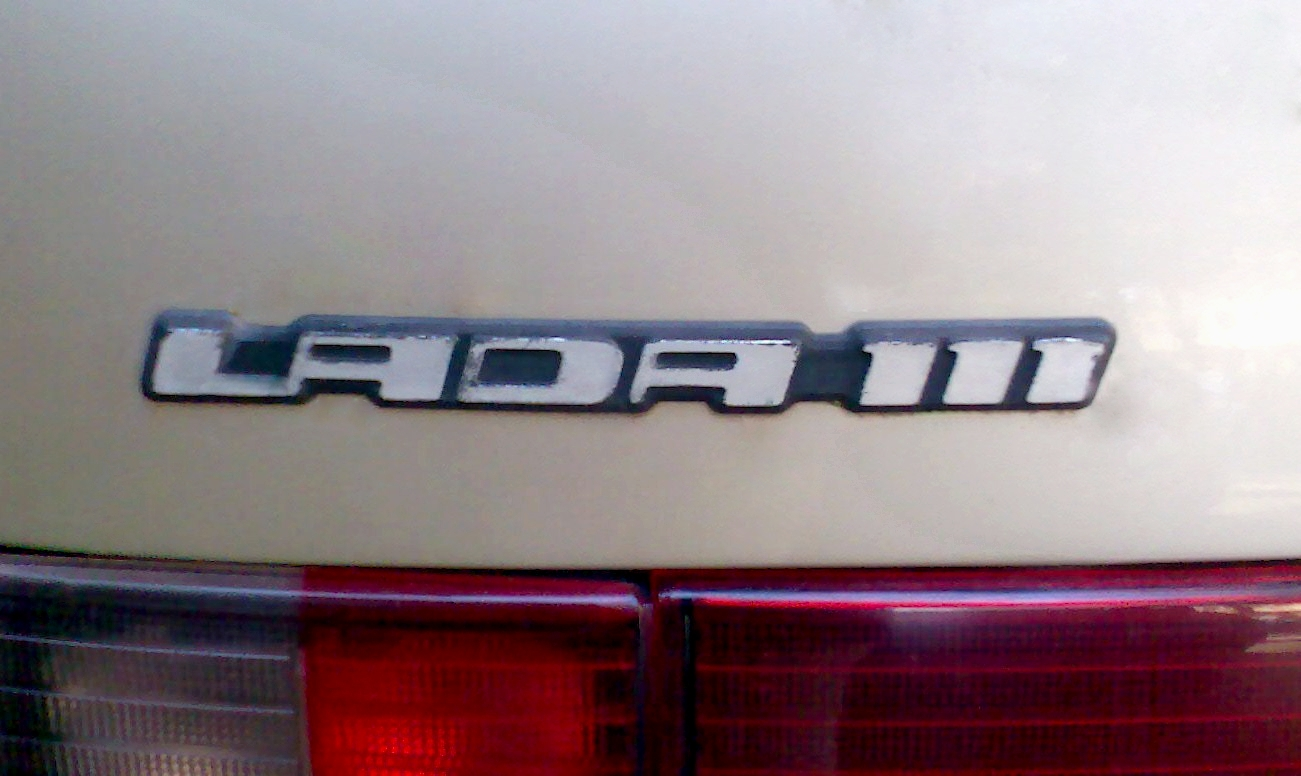
Шильдик «LADA 111» на багажнике автомобиля

Переднеприводный универсал. Выпускался с 1997 по 2009 год. В феврале 2009 года АвтоВАЗ объявил о прекращении выпуска этой модели, однако на черкасском заводе «Богдан» данная модель выпускалась до 2014 года, но в немного изменённом виде под брендом Богдан 2111.

#### Модификации
- ВАЗ-21110 — 8-клапанный 1,5-литровый двигатель 21110 с распределённым впрыском топлива мощностью 77 л. с.;
- ВАЗ-21111 — 8-клапанный 1,5-литровый двигатель 2111 с карбюратором мощностью 72 л. с.;
- ВАЗ-21112 — 8-клапанный 1,6-литровый двигатель 21114 с распределённым впрыском топлива мощностью 82 л. с.;
- ВАЗ-21113 — 16-клапанный 1,5-литровый двигатель 2112 с распределённым впрыском топлива мощностью 93 л. с.;
- ВАЗ-21114 — 16-клапанный 1,6-литровый двигатель 21124 с распределённым впрыском топлива мощностью 89 л. с.
- ВАЗ-21116-04 — 8-клапанный 1.6-литровый двигатель 21116 мощностью 87 л. с.
- Tarzan 2 (ВАЗ 2111-90)

### ВАЗ-2112 (LADA 112)
Пятидверный хетчбэк. Выпускался с 1998 по 2008 год. Производство модели началось с февраля 1998 года с укороченным (по сравнению с ВАЗ-2110) до 4170 мм кузовом (объём багажника 400 л), за счёт чего у машины более чёткие реакции на поворот рулевого колеса.
У этой модели более спортивный характер управляемости, в сравнении с предшественниками. Автомобиль сочетает в себе все преимущества ВАЗ-2110, и заднее сиденье универсала 2111. Сохраняя все положительные качества автомобиля Лада-110, этот автомобиль обладает незначительными улучшениями: при небольшой длине кузова возможно увеличение маленького багажного отделения в большое при складывании заднего сиденья. Спинка заднего сиденья разделена на 2 части, которые могут складываться независимо друг от друга, благодаря этому сохраняется удобство «универсала» при перевозке малогабаритных грузов.
С 2008 года производство ВАЗ-2112 на АвтоВАЗе было свёрнуто в пользу новой модели LADA Priora. Производство ВАЗ-2112 было перенесено на Украину в город Луцк на завод ЛуАЗ, где с 2007 года сборкой российских моделей Лада-2110, Лада-2111 и Лада-2112 занялась автомобильная корпорация «Богдан».

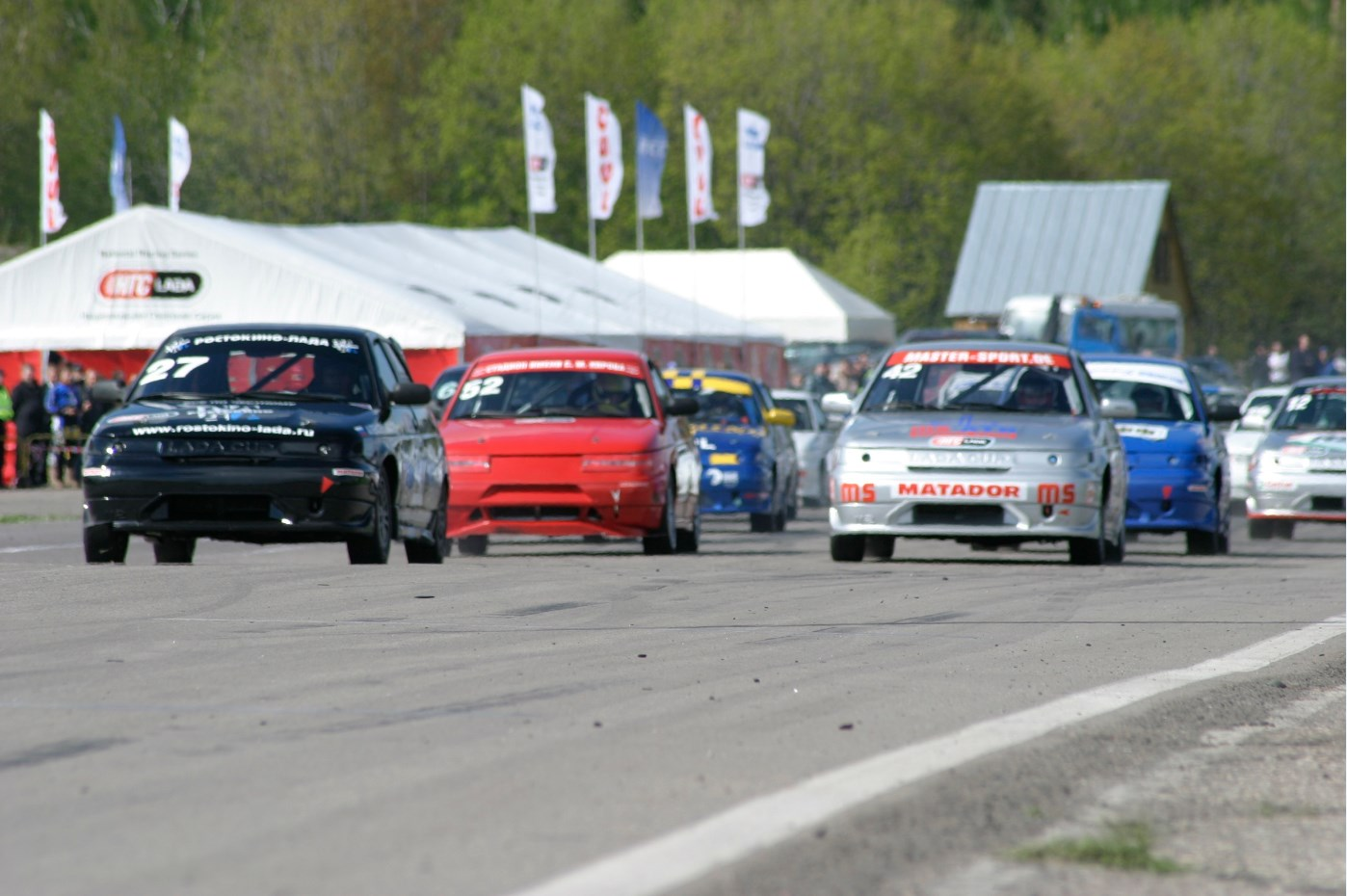
Автомобили ВАЗ-2112-37 в заезде кубка LADA, 2005 год

#### Модификации
- ВАЗ-21120 — 16-клапанный 1,5-литровый двигатель 21120 версия стандарт, версия GLI люкс.
- ВАЗ-21121 — 8-клапанный 1,6-литровый двигатель 21114, или двигатель ваз 1118 (Лада Калина)
- ВАЗ-21122 — 8-клапанный 1,5-литровый двигатель 2111 бюджетная версия на 13-дюймовых дисках колёс, с невентилируемыми тормозными дисками, без электростеклоподъёмников.
- ВАЗ-21124 — 16-клапанный 1,6-литровый двигатель 21124. Выпускалась с 2004 по 2008 годы. В этой модификации двигателя 2112 проблема с загибом клапанов была решена за счёт увеличения глубины проточек в днищах поршня (до 6,5 мм). Кроме того конструкция блока цилиндров была изменена для достижения рабочего объёма в 1,6 л, для чего его высота была увеличена на 2,3 мм, соответственно на 2,3 мм увеличен и радиус кривошипа коленчатого вала. Также имелся ряд других несущественных изменений.
- ВАЗ-21128 — 16-клапанный 1,8-литровый двигатель мощностью 98 л. с. и 123 л. с. Люксовая версия авто от ЗАО «Суперавто».
- ВАЗ-2112-37 — 16-клапанный 1,5-литровый двигатель мощностью 100 л. с. Гоночная версия для кубка LADA, с доработанной спортивной подвеской, КПП, тормозной системой, блокировкой дифференциала, с многочисленным оборудованием специфическим для автоспорта (каркас безопасности, сиденья с 4-точечными ремнями безопасности и т. п.)[16].

### ВАЗ-21123 (LADA-1123)

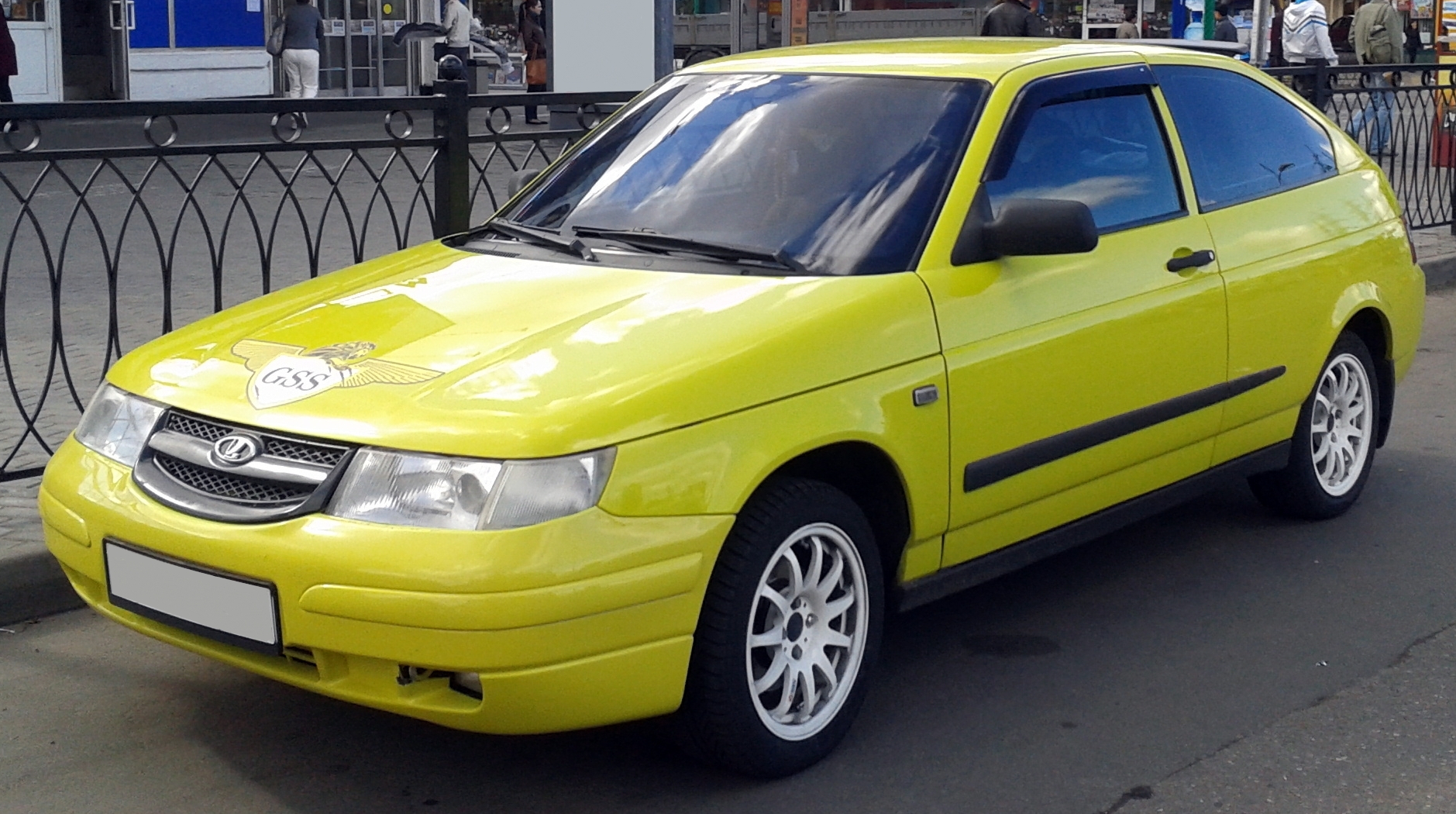
Помимо трёхдверного кузова, ВАЗ-21123 имел отличительную решётку радиатора

Трёхдверная модификация автомобиля ВАЗ-2112, кузов которой официально назывался «купе». Фактически, этот автомобиль является 3-дверным хетчбэком, сам термин «купе» — это не более чем маркетинговый ход. Выпуск производился малыми сериями с 2002 по 2009 годы, холдингом, объединившим фирмы «АвтоКомплект», «СпецАвто», «Рулевые системы» и «Тольяттинский механический завод». Модель трижды подвергалась небольшим рестайлингам. Изначально имела капот и бампер оригинальной конструкции. Затем выпускалась с бампером серии M, изменённой решёткой радиатора и стандартным капотом.
Двигатель устанавливался 16-клапанный 1,6-литровый. Модель отличалась улучшенной отделкой и комплектацией по меркам семейства ВАЗ-2110.
Также на ВАЗ-21123 устанавливался мотор 21124, который имеет ряд преимуществ перед 21120. Одно из самых главных — во время обрыва ремня ГРМ не «загибает» клапана ГБЦ. Это обусловлено тем, что у 21120 была увеличена степень сжатия, а для улучшения сгорания топливовоздушной смести в камере сгорания были значительно уменьшены проточки в поршнях под клапаны.
Также немаловажным преимуществом является то, что ресивер двигателя 21124 выполнен из пластика, а не алюминия, также в двигателе 21124 использовался не общий модуль зажигания с высоковольтными проводами, а индивидуальные катушки зажигания на каждую свечу. ВАЗ-21123 окрашивался в собственные цвета, отсутствующие в палитре конвейерных моделей семейства.

## Связанные модели на базе семейства

### ВАЗ-21106

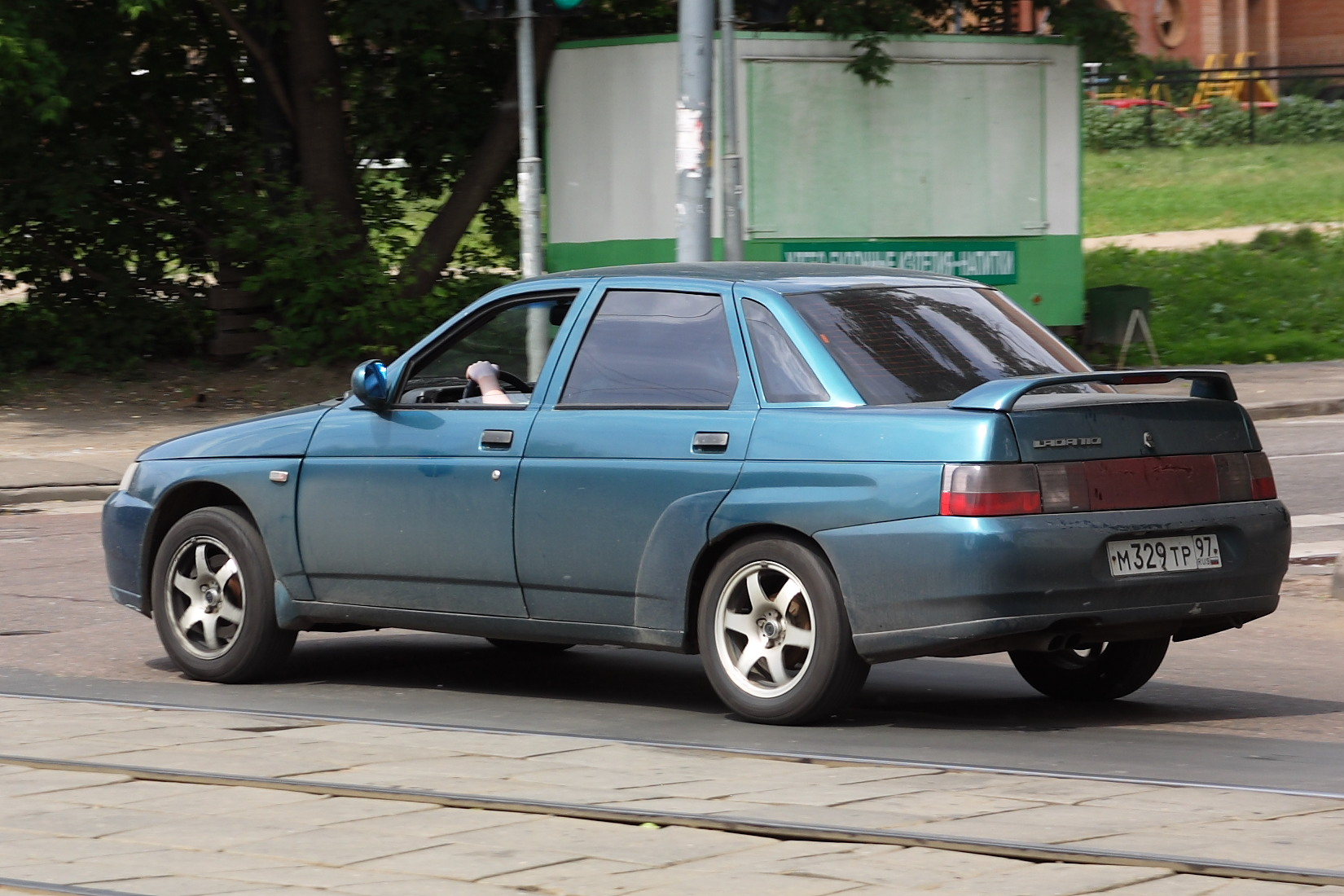
ВАЗ-21106 поздней модификации

Совместный проект компании АвтоВАЗ и фирмы «Мега-Лада», созданный на основе автомобиля ВАЗ-2110 для его омологации в автоспорте. Концепт-кар был представлен на выставке МИМС-96 и назывался «Жёлтая Акула». На нём устанавливались оригинальные колёсные диски фирмы Slik жёлтого цвета.
Двигатель «Мега-Лада Мотор-спорт» — на основе «восемьдесят третьего» блока. Позже он был заменён на Opel C20XE 16V мощностью 150 л. с. Двигатели, коробки передач и другое оборудование поставляло спортивное отделение английского филиала General Motors — Vauxhall. Автомобили «бюджетной» комплектации отличались двигателем Opel Ecotec X20XEV мощностью 136 л. с.
Изначально на автомобиль устанавливались тормозные механизмы марки «Lockheed». Кузов ВАЗ-21106 отличается от ВАЗ-2110 задними и передними крыльями с расширенными арками колёс. В фирме «Арсенал-авто» на этот автомобиль устанавливали внешний пластиковый обвес. Впоследствии данный обвес по желанию клиентов стали устанавливать и на обычные «десятки», комплект назывался «Нола».
В 1998 и 1999 году происходили изменения дизайна автомобиля. Стала иной форма бамперов, удалены пластиковые накладки на дверях и капоте. По словам производителя, это уменьшило уровень шума в салоне автомобиля при движении со скоростью выше 200 км/ч.
В 2003 произошла смена пластикового обвеса на совершенно другой по форме. Также производились машины с полным отсутствием обвеса за исключением расширенных колёсных арок.
Фирма «ФРОСТ» занималась установкой системы кондиционирования воздуха в салоне. В автомобиль любой комплектации устанавливался гидроусилитель немецкой фирмы ZF. Выпускалась версия ВАЗ-21106 с кузовом типа купе. Автомобиль удостаивался приза журнала «За рулём» — «За лучшие экспонаты МИМС-96».

#### Модификации

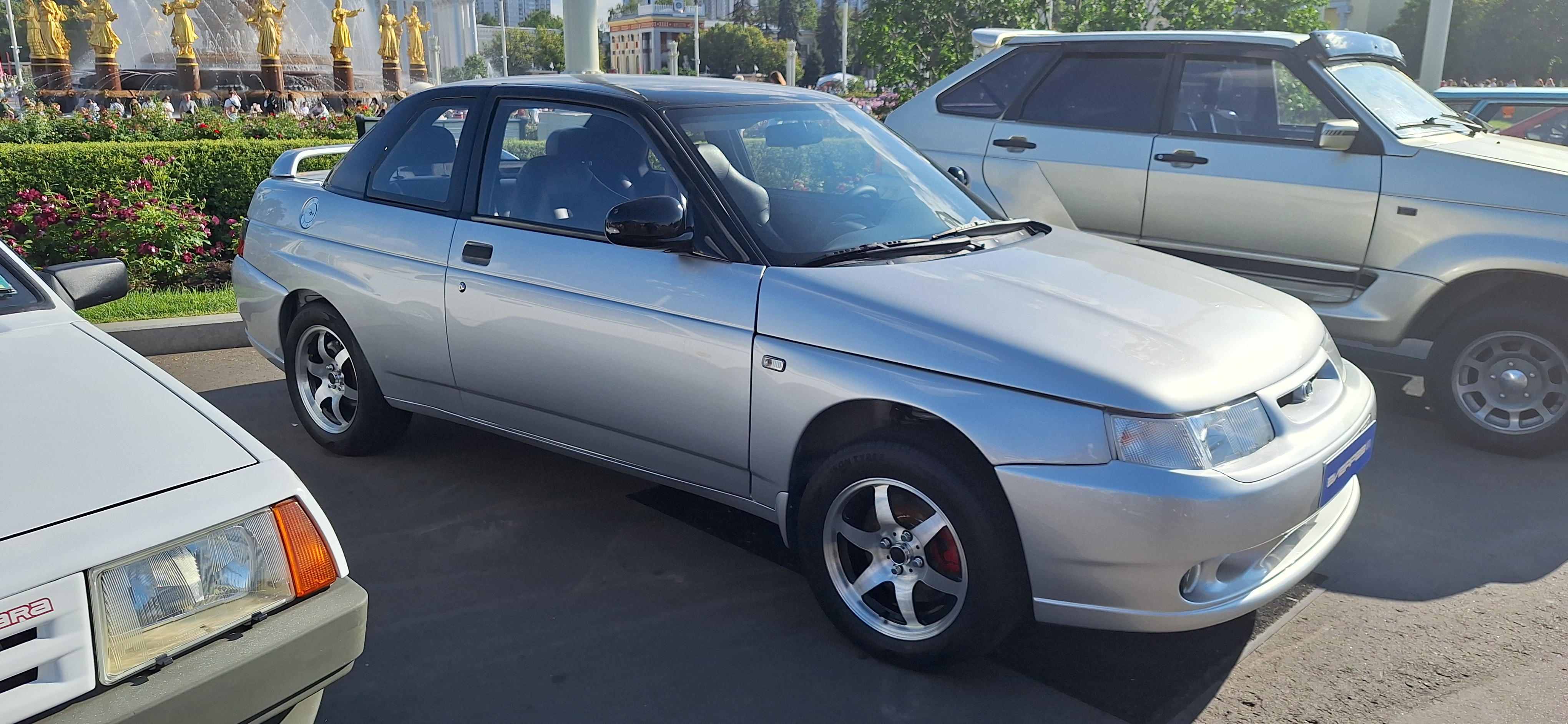
ВАЗ-21106 купе на фестивале «ПроДвижение» 2025 г.

- ВАЗ 21107 — модификация для соревнований ралли. Вварной каркас безопасности, иная конструкция подвески. Предварительно изготовленные в НТЦ ВАЗа, тестировались и доводились фирмой «MSD». Тестирование на английских раллийных трассах проводил Алистер МакРей.
- ВАЗ 21127 — модификация с кузовом ВАЗ-2112. Увеличена мощность двигателя.
- ВАЗ-21106 «С» Купе — модификация с кузовом типа «купе», двигатель Opel C20SEL мощностью 136 л. с.
- ВАЗ 21106 WTCC — участвовала в международном чемпионате FIA WTCC 2008 года, используясь командой «Русские медведи» (Russian Bears Motorsport). В 2009 использовалась командой Lada Sport[22].

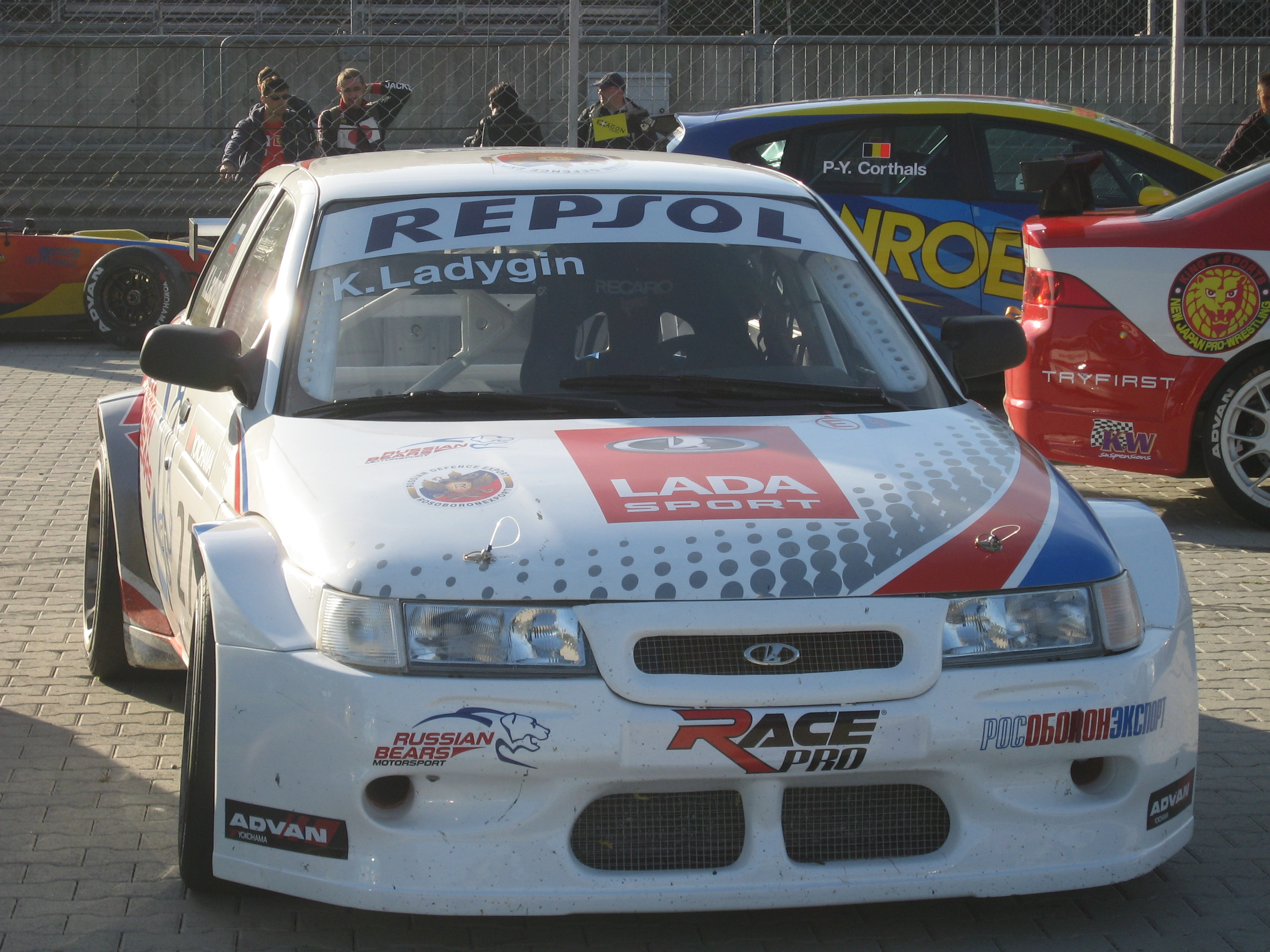
Lada 21106 WTCC чемпионат 2008
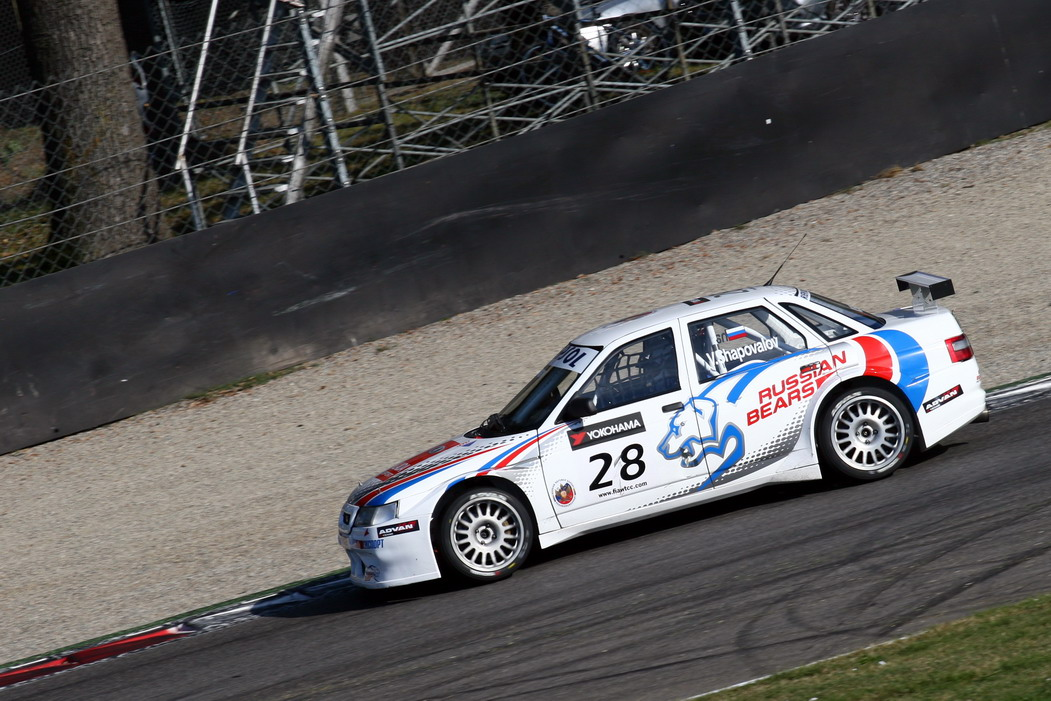
Lada 21106 WTCC чемпионат 2008
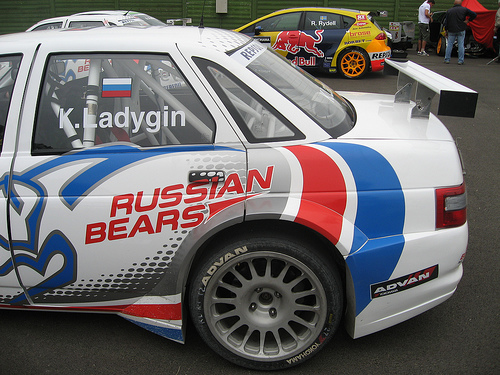
Lada 21106 WTCC чемпионат 2008

### ВАЗ-21109 Консул
4-дверный удлинённый лимузин на базе ВАЗ-2110, штучно выпускавшийся с 1997 по 2006 год.
ВАЗ-21109 Консул выпускался мелкосерийно на одном из дочерних предприятий АвтоВАЗа с 1997 по 2006 годы. Автомобиль впервые был представлен официально в июле 1997 года. Несмотря на большую длину, салон вмещал только 4 человека. На ВАЗ-21109 был установлен 16-клапанный бензиновый двигатель ВАЗ-2112 объёмом 1,5 литра и мощностью 100 л. с. Автомобиль имел удлинённую на 700 мм базу, 14-дюймовые диски из лёгкого сплава, АБС и подушки безопасности. Внутри салона была установлена перегородка между передним и задним пассажирским отсеком, присутствовали персональные откидные столики для задних пассажиров. Посередине салона находился бар с холодильником, мини-телевизор и видеомагнитофон. В отделке интерьера использовались панели из дерева и кожи. Над пассажирским салоном размещался люк в крыше.

### ВАЗ-2111-90 (LADA Tarzan 2)

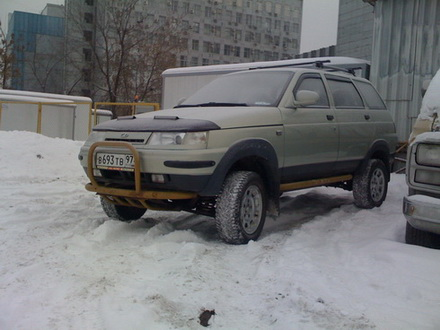
ВАЗ-2111-90 Тарзан-2

Модификация автомобиля, представленная моделями ВАЗ-211290 и ВАЗ-211190.
В 1999 году предприятие «Лада-Консул» совместно с дизайнерской организацией DECON и НТЦ ОПП АВТОВАЗа создали внедорожник под названием «Тарзан 2». Данный автомобиль имел кузов от семейства переднеприводной модели ВАЗа (ВАЗ-2112) и раму с установленными на неё основными агрегатами от автомобиля «Нива» (подвески, КПП, раздаточная коробка передач, рулевое управление). Агрегаты, кроме карданных валов (была изменена длина), пружин, амортизаторов и рамы, были использованы от серийно выпускаемых автомобилей ВАЗ. Кузов смонтирован на раму через резиновые подушки. Задняя подвеска была позаимствована у «Нивы», что повлекло также перенос редуктора и приводных валов. Задние тормоза аналогичны передним, то есть дисковые, колёса 15-дюймовые. Несмотря на возросший на 150 кг вес относительно Нивы расход топлива нового вседорожника благодаря хорошей аэродинамике оказался заметно меньше.
В дизайне также произошли изменения: сочленения рамы и кузова были закрыты мощными трубами в виде порогов, накладки на арки колёс, задававшие новую форму крыльям и размерами арки, и накладки, выполненные из труб, под передним и задним бамперами. В салоне изменилась облицовка центрального тоннеля: использовалась обшивка от ВАЗ-21213, и на ней находилось три рычага (КПП и ещё два, управления раздаточной коробкой). Автомобили изготавливали на заказ, общее число выпущенных «Тарзанов» не превысило нескольких сотен.

### Прочие модели и проекты
Помимо «Тарзана», симбиоз из шасси «Нивы» и кузовов семейства ВАЗ-2110 был неоднократно использован для целого ряда экспериментальных и мелкосерийных моделей. В число таких можно отнести полноприводные пикапы «Бизон», «Чёрный принц», «Пилигрим».
В 2009 году украинской компанией «Богдан» был представлен проект пикапа на базе ВАЗ-2110.

## Спорт

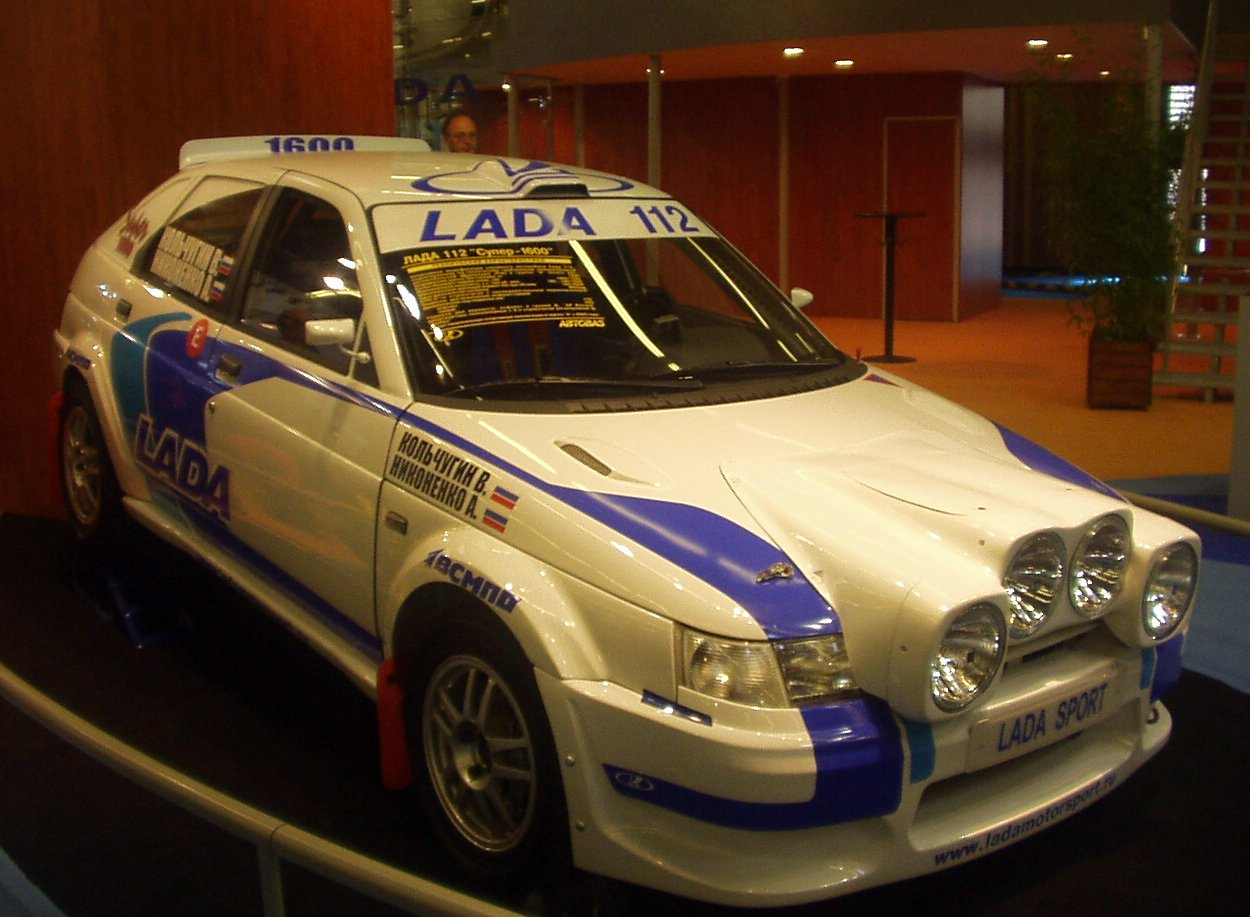
Раллийная заводская Lada 112 класса Super1600

Лада 21106 2.0 л участвовала в международном чемпионате FIA WTCC 2008 года, где использовалась командой «Русские медведи» (Russian Bears Motorsport), машина № 27 Ладыгин Кирилл, № 28 Виктор Шаповалов и № 29 Яап ван Лаген. С 2009 года команда приобрела статус заводской. В 2010 году команда Lada Sport прекратила участие в WTCC.
На ВАЗ 21103 в составе команды «LUKOIL Racing Team» итальянец Альберто Шилла выиграл чемпионат России по кольцевым гонкам в классе «Супертуризм» в 2001 и 2002 годах, а в 2003 году — Алексей Дудукало.
С 2004 по 2006 год модификация ВАЗ 21106 — 27 принимала участие в RTCC в составе заводской команды Lada Racing. Пилотами команды были Алексей Груздев (№ 79) и Сергей Нуждин (№ 80).
С 2001 по 2003 г. модификация ВАЗ 21124-27 участвовала в Чемпионате России по автомобильно-кольцевым гонкам в классе «Супертуризм», также в 2003 году модификация 2112-37 стала основным автомобилем кольцевого монокласса Национальной Гоночной Серии «Кубок Лада». С 2004 г. постоянный участник класса «Национальный» и Российской гоночной серии RTCC.
С 1999 года ВАЗ-21106 участвовал в Чемпионате России по кольцевым гонкам в классе «Линия — 2000» («Туринг»), в составе НТЦ «Моторика» и в составе заводской команды АвтоВАЗа (кроме сезона 2003 года). с 2004 по 2006 года в RTCC на модификации 21106 — 27
На основе модификации 21106 выпускалась гоночная версия автомобиля ВАЗ-21106-27 ставшая впоследствии ВАЗ-21107, также была построена Lada WTCC. С 2008 г. участник гоночной серии WTCC.